# Битва при Кодбеке
Битва при Кодбеке — сражение в районе нормандского города Кодбек-ан-Ко в 1592 году в рамках Восьмой (и последней) Религиозной войны во Франции («Войны трёх Генрихов») и Англо-испанской войны (1585—1604).
Испанские войска герцога Пармского и силы французский Католической лиги захватили Кодбек-ан-Ко, но вскоре оказались блокированными силами королевской протестантской армии во главе с Генрихом IV, включавшей также английские и голландские войска. Видя, что силы Генриха окружили его и поражение неизбежно, герцог Пармский за одну ночь перебросил 15 000 своих солдат и отступил на юг.

## Предыстория
Католические силы герцога Пармского сняли осаду Руана в апреле 1592 года и умело избегали столкновения с протестантской армией Генриха IV. Покинув Руан, герцог Пармский двинулся на запад к городку Кодбек-ан-Ко, который закрывал дорогу от Парижа к порту Гавра. Армия Генриха в это время была ослаблена болезнями и дезертирством и нуждалась в передышке для возобновления поставок провианта. Тем не менее, после того, как армию Генриха подкрепили войска герцога Монпансье, незадолго до того захватившего Авранш, она вновь сделалась готова к продолжению кампании. Армия Генриха насчитывала 25 000 солдат, включая большой английский 7-тысячный контингент, 3000 голландцев и мощную французскую конницу. Кроме того, берега Сены контролировали голландские военные корабли, поддерживавшие силы Генриха.
Сила герцога Пармского легко заняли Кодбек и приготовились к обороне.

## Осада
Герцог Пармский пытался держать Сену открытой для поставок и переправы своих войск. Генрих увидел в этом стратегическую слабость герцога. Испанские силы оказались зажаты в узком треугольнике между морем и рекой, которая фактически контролировалась голландскими кораблями. Генрих получил контроль над Сеной как выше, так и ниже Кодбека, и занял мост Пон-де-Ларш, последний мост через реку между Руаном и Кодбеком.
При подходе сил Генриха к городу армия католиков была готова к осаде, тем не менее, в условиях сопротивления превосходящим силам случаи дезертирства стали учащаться. В первый же день осады герцог Пармский получил ранение в плечо во время посещения траншей, после чего командование взял на себя герцог Майеннский. Ожесточенные стычки происходили каждый день, но Генрих был уверен в победе, видя армию Лиги зажатой между рекой и морем.
На третий день силы Генриху удалось отрезать и принудить к сдаче дивизион испанской легкой кавалерии, расквартированный неподалеку. Большое количество провианта, боеприпасов и ценностей попали в руки людей короля, таким образом, поставив в сложную ситуацию солдат герцога Пармского. Герцог отныне находился в безвыходном положении, форсирование реки было единственным средством к спасению, и, хотя герцог Майеннский и наиболее опытные офицеры считали этот манёвр невозможным, герцог Пармский решил попытаться бежать.

## Бегство герцога Пармского

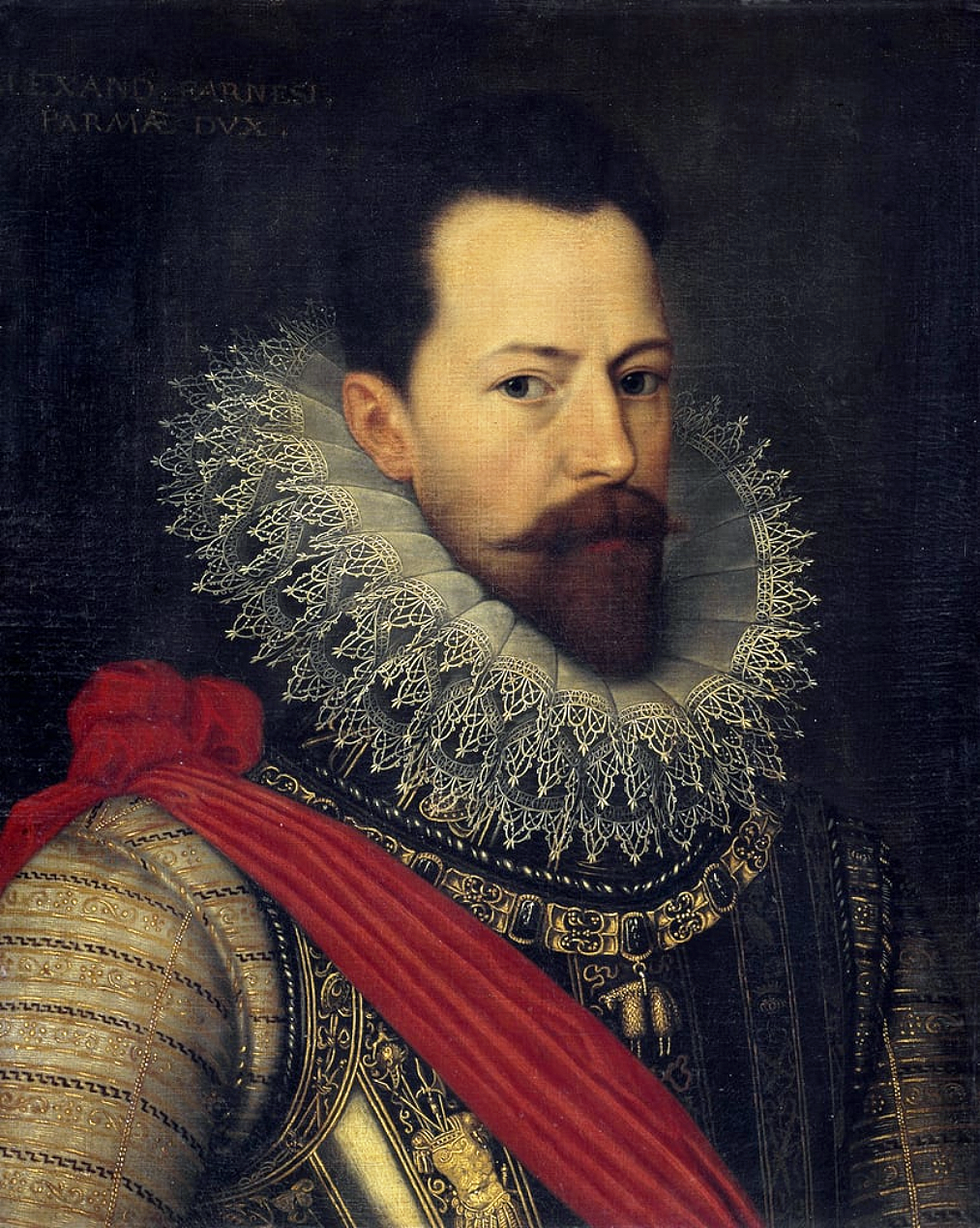
Герцог Пармский

Герцог Пармский приказал начать подготовку к форсированию реки. На противоположном берегу он построил редут и разместил в нём артиллерию и восемьсот фламандских солдат графа Боссу. Затем он собрал все имевшиеся у него лодки и плоты, которые были захвачены в Руане, и под прикрытием фортов перевез всю фламандскую пехоту и испанскую, французскую и итальянскую кавалерию в ночь с 22 мая на противоположный берег Сены. Огонь берегового редута не позволил приблизиться голландским кораблям. К утру герцог смог эвакуировать всю свою армию на другой берег Сены. У Кодбека была оставлена лишь небольшая часть армии, чтобы участвовать в перестрелках и отвлекать силы короля. Молодой Рануччо I Фарнезе командовал этим арьергардом и также смог успешно покинуть Кодбек несколько позже.
Новости о бегстве герцога Пармского и его армии дошли до Генриха, когда уже было невозможно что-либо изменить. Когда король достиг берега Сены, он увидел, что арьергард вражеской армии, включая гарнизон форта на правом берегу, уже удаляется под командованием Рануччо. Потрясенный этим король немедленно приказал артиллерии атаковать отступавших солдат врага, но бомбардировка была неэффективной, и католические силы организованно последовали на юг.

## Последствия
Герцог Пармский смог вывести свою армию из капкана, но был вынужден бросить транспорт с больными и ранеными, чтобы поддерживать темп передвижения. Его войска последовали на восток и достигли Сен-Клу через пять дней. Впоследствии герцог усилил гарнизон в Париже перед возвращением во Фландрию.
Несмотря на успешное бегство герцога Пармского, стратегическая победа досталась Генриху, так как Кодбек вернулся в руки короля. В то же время возможность уничтожить испанско-католическую армию была упущена. Герцог Пармский бежал во Фландрию, но испанский двор воспринял отступление у Кодбека как позор, и герцог был отстранён от должности губернатора Испанских Нидерландов. 2 декабря он умер в Аррасе от боевых ран.
Лига и испанская армия разгромили королевскую армию при Краоне 21 мая, и борьба Генриха за королевство продолжилась.